# کامیلا (آلبوم)
«کامیلا» آلبومی از هنرمند اهل کوبا کامیلا کابلو است که در ۱۲ ژانویه ۲۰۱۸ از طریق اپیک رکوردز و سونی میوزیک منتشر شد. کار روی آلبوم از ژانویه ۲۰۱۷ و بعد از جدا شدن کابیو از فیفت هارمونی شروع شد. این آلبوم در چارت‌های اکثر کشورهای دنیا به رتبه یک یا زیر پنج رسید. از ترانه‌های معروف این آلبوم می‌توان به هاوانا اشاره کرد.

## موسیقی و اشعار

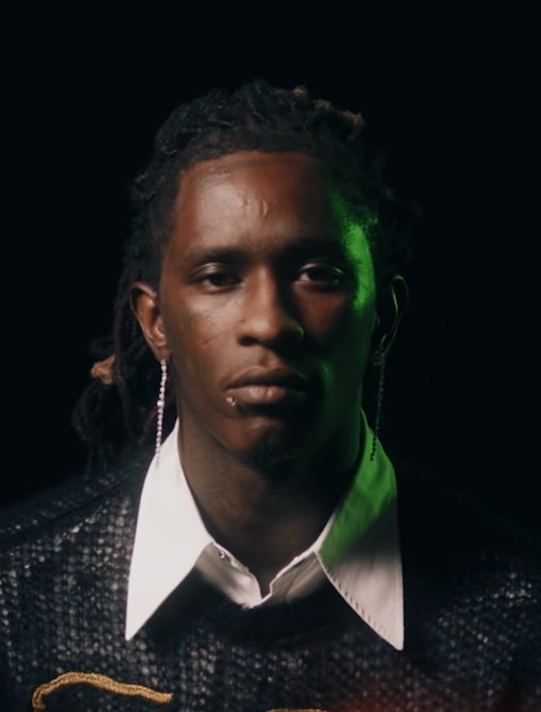
یانگ تاگ در موزیک ویدیوی آهنگش "Gain Clout"

کمیلا عمدتاً یک رکورد پاپ با عناصر لاتین، رگی‌تون ، آراندبی ، دنس‌هال و هیپ هاپ است. محتوای لری آلبوم بر روی موضوعاتی مانند عشق و دلهره سخن می گوید، در حالی که آهنگ هایی مانند هاوانا به میراث کوبا اهمیت می دهد.